# Przedsiębiorczość akademicka
Przedsiębiorczość akademicka – termin oznaczający zaangażowanie środowiska akademickiego, w tym studentów, absolwentów, doktorantów oraz pracowników naukowych w działalność gospodarczą. 

## Opis
W wyniku takiej aktywności szkoła wyższa zaczyna funkcjonować na zasadach rynkowych, występując jako sprzedawca pewnych dóbr i usług, takich jak odpłatne specjalistyczne kursy czy nowoczesne technologie. Dochodzi tym samym do zjawiska komercjalizacji naukowego know-how, dzięki czemu możliwe jest osiąganie obopólnych korzyści zarówno przez pracowników akademickich, jak i partnerów naukowych (uczelnia) oraz biznesowych (inwestorzy). Gospodarka uzyskuje szerszy dopływ nowatorskich rozwiązań, kreowane są nowe rodzaje działalności gospodarczej, a powstawanie nowych miejsc pracy dla osób z wyższym wykształceniem przyczynia się do redukcji bezrobocia (także poprzez wzrost samozatrudnienia i wzrostu konkurencyjności gospodarki).
Przedsiębiorczość akademicka dotyczy najczęściej tworzenia tzw. „firm odpryskowych” (typu spin out i spin off), czyli firm, które wyodrębniły się z organizacji matki (w tym wypadku z instytucji naukowej), jednocześnie pozostając z nią w ścisłej współpracy. W celu komercjalizacji nowych technologii na terenie uczelni technicznych działają centra transferu technologii. Z kolei w celu wspierania prowadzenia działalności gospodarczej przez studentów działają tam inkubatory przedsiębiorczości.